# 镇坪路桥
镇坪路桥是中國上海市普陀區境內一座跨越蘇州河的橋樑。镇坪路桥北至鎮坪路中山北路路口，南至常德路宜昌路路口。镇坪路桥全长660米，共分5跨，主跨47米，一跨过河，桥宽25.6米，引桥桥宽17米。镇坪路桥為双向四车道。车行道宽16米，有非机动车道和人行道各2条。两侧人行道各宽4.8米。在镇坪路桥南堍可以看到江苏药水厂旧址。
2004年，由於江宁路桥可能成為危桥，西康路桥仅有人行功能，上海市人民政府決定在常德路与鎮坪路之间，建设一座四车道的橋樑，即镇坪路。2007年11月28日，镇坪路桥开工。2009年6月30日，镇坪路桥建成通车。